# Antirhodos

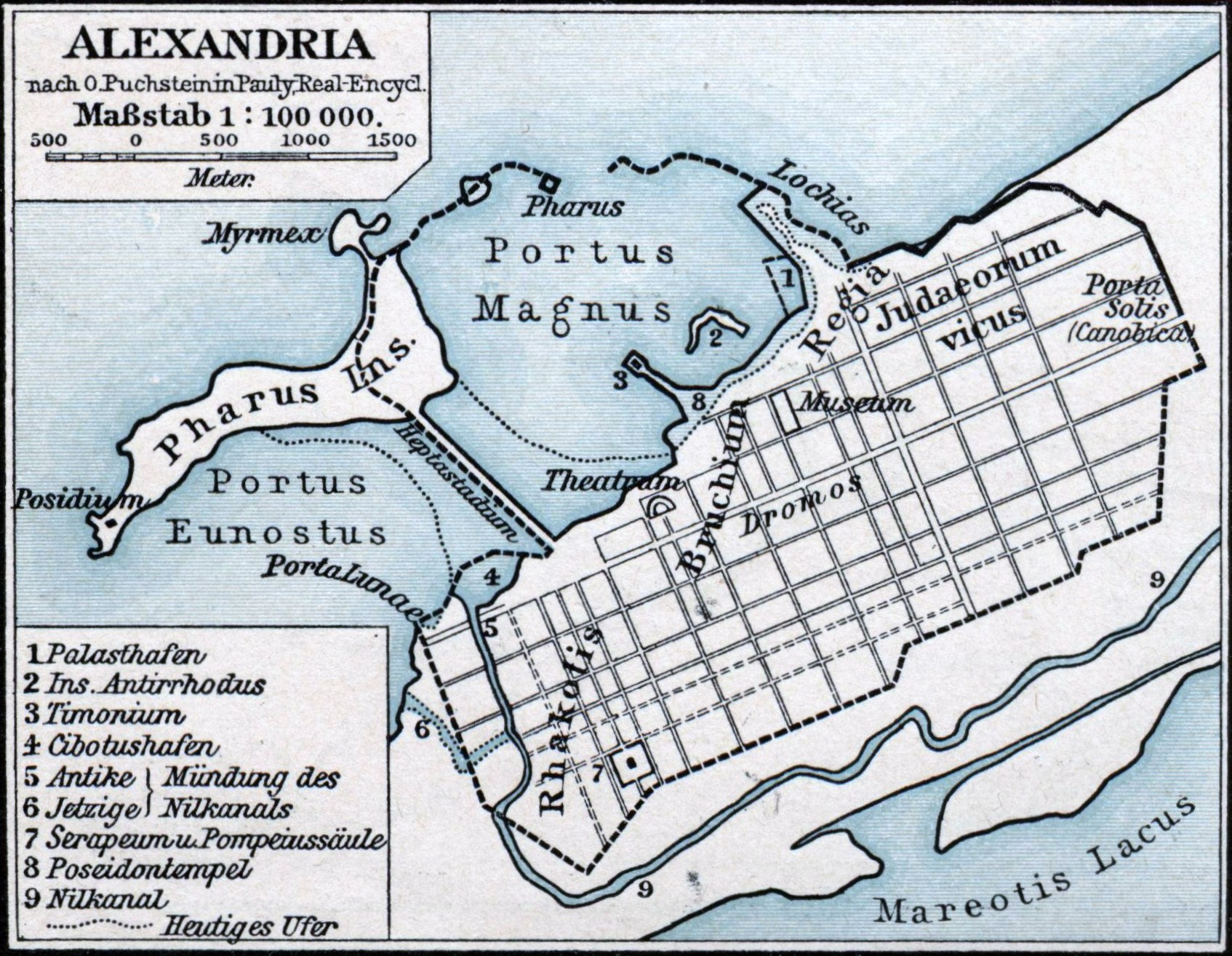
Stadtplan des antiken Alexandria
2 = Antirrhodus

Antirhodos (auch Antirrhodos) war eine Insel im Hafenbecken des Osthafens von Alexandria, auf der sich ein ptolemäischer Palast befand. Sie versank vermutlich im 4. Jahrhundert, als es zu mehreren Erdbeben und einem Tsunami nach dem Erdbeben vor Kreta im Jahr 365 im östlichen Mittelmeerraum kam.
Der Name der Insel Antirhodos („Gegen-Rhodos“) soll auf die Rivalität zu Rhodos zurückgehen. Zusammen mit Teilen der Halbinsel Lochias im Osten und der Insel Pharos im Westen formte Antirhodos den königlichen Hafen des antiken Alexandria. Auf der Insel befand sich möglicherweise ein kleines Heiligtum der Göttin Isis.

## Wiederentdeckung
Im Jahr 1996 wurde die Insel mit den königlichen Quartieren im Hafen von Alexandria wiederentdeckt. Das Europäische Institut für Unterwasserarchäologie (IEASM) konnte in jahrelanger Forschungsarbeit eine akkurate Karte des antiken Osthafens von Alexandria, dem Portus Magnus, erstellen.